# 石巻市立病院
石巻市立病院（いしのまきしりつびょういん）は、石巻市が運営する公立の医療機関。

## 診療科
- 内科
- 放射線診断科
- 外科
- 麻酔科
- 整形外科
- リハビリテーション科
- 眼科
- 耳鼻咽喉科
- 皮膚科

## 石巻新市立病院・施設概要
- 構造：鉄骨（一部鉄筋）造り7階建[1]
- 敷地面積：9,038.67ｍ2[1]
- 延床面積：23,932.07ｍ2[1]
- 一般病床：140床[1]
- 療養病床：40床[1]
- 病棟：5棟[1]
- 駐車場：160台（病院利用者専用）[1]

## 沿革
1987年（昭和62年）4月13日、旧北上川河口付近の石巻市南浜町1丁目7番25号に設置された「石巻市夜間急患センター」が診療を開始したが、二次および三次救急医療の充実のため、1998年（平成10年）1月7日に同センター隣接地に当院は開院した。
2011年（平成23年）3月11日に発生した東北地方太平洋沖地震（東日本大震災）に伴う津波により、当院および同センターの1階は浸水して使用不能となった。その後、当院所属の医療スタッフは避難所等を巡回診療するなどしていた。
同年4月7日、石巻市立病院仮診療所を同市日和が丘1丁目の石巻市役所旧第4分庁舎に開設し、外来診療を再開した。ただし、設備が不充分であるため他院への紹介が主な業務となり、患者は減少。隣接地に同年12月1日、「仮設石巻市夜間急患センター」（石巻市日和が丘1丁目2番11号）が開設されたため夜間診療も休止。2012年（平成24年）2月末に、仮設診療所は閉鎖した。震災前にいた常勤医26人は診療規模縮小に伴って他院に順次移ってもらい、同年4月時点での所属医師は院長1名のみとなった。
同年5月31日より、約1900戸（約4600人）の仮設住宅が集積している開成地区に、小松製作所が無償提供した建物（コマツハウスが建設）を使用して開設された石巻市立病院開成仮診療所が診療を開始した。開成仮診療所は2019年（令和元年）5月31日まで診療業務を行った。
2016年（平成28年）9月1日、新病院が病床数180床に規模を縮小して、石巻市役所に隣接するJR石巻駅前に開院した。「石巻市夜間急患センター」は三陸沿岸道路・石巻女川ICに隣接する石巻赤十字病院（石巻市蛇田字西道下71番地）の敷地内に移転・再建される。

### 年表
| 名称                      | 所在地                                             | 所在地                                 | 所在地 | 診療期間                      | 病床数 |
| 名称                      | 住所                                               | 位置                                   | 標高   | 診療期間                      | 病床数 |
| ------------------------- | -------------------------------------------------- | -------------------------------------- | ------ | ----------------------------- | ------ |
| （旧）石巻市立病院        | 石巻市南浜町1丁目7番20号                           | 北緯38度25分4.2秒 東経141度18分30.8秒  | 01.9m  | 1998年1月07日 - 2011年3月14日 | 206床  |
| 石巻市立病院 仮診療所     | 石巻市日和が丘1丁目5-6 （石巻市役所旧第4分庁舎）   | 北緯38度25分34.8秒 東経141度18分18.7秒 | 17.6m  | 2011年4月07日 - 2012年2月29日 | －     |
| 石巻市立病院 開成仮診療所 | 石巻市南境字新小堤25番地1 （石巻市総合運動公園内） | 北緯38度27分25.5秒 東経141度18分19.2秒 | 02.3m  | 2012年5月31日 - 2019年5月31日 | －     |
| （新）石巻市立病院        | 石巻市穀町15番1号                                  | 北緯38度26分5.8秒 東経141度18分5.4秒   | 00.7m  | 2016年9月01日 -               | 180床  |

- 1998年（平成10年）1月7日 - 病床数206床にて開院。

- 2011年（平成23年）

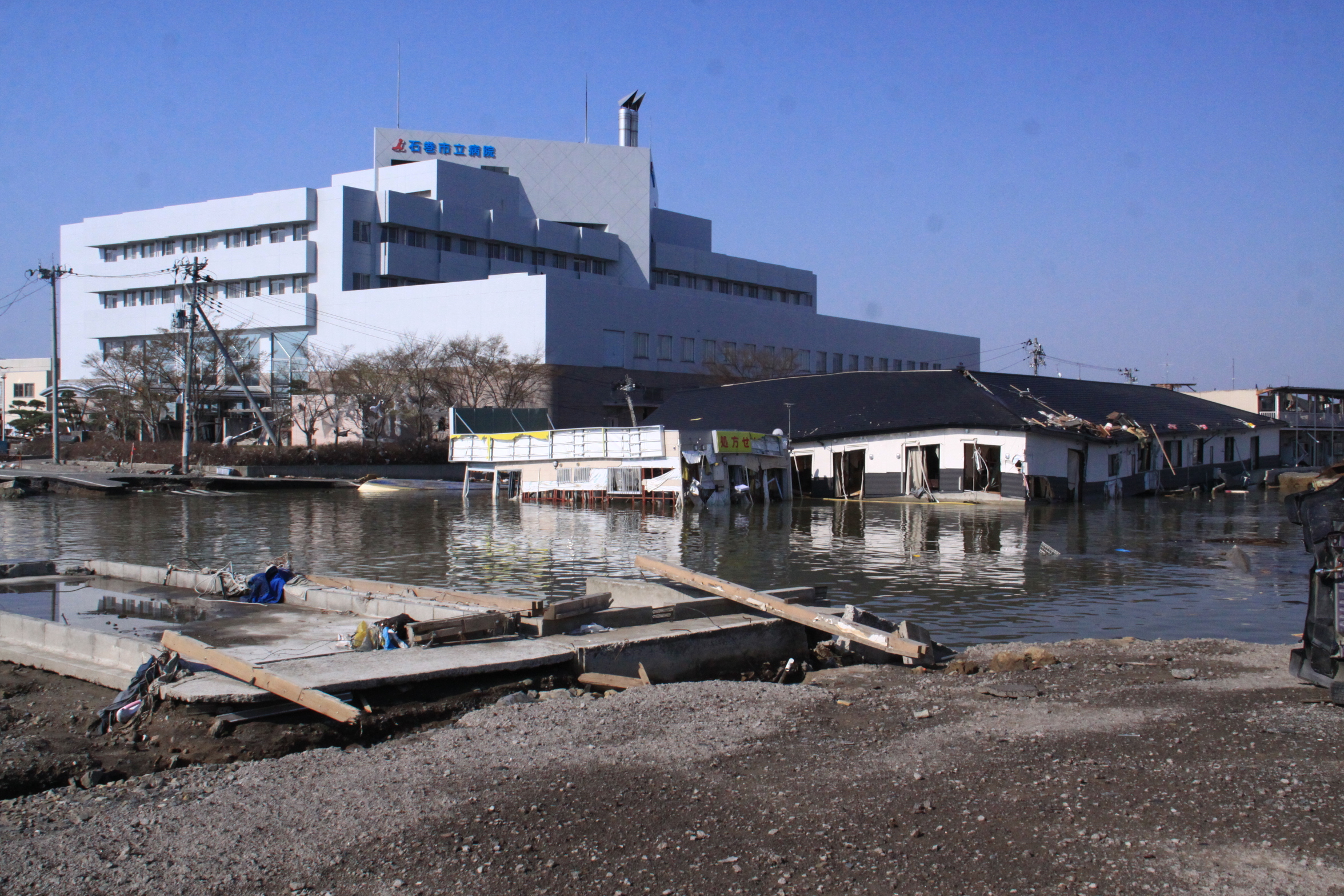
東日本大震災発生から約1ヶ月半後の2011年4月25日に、北東側から撮影した（旧）石巻市立病院。

  - 3月11日 - 東北地方太平洋沖地震（東日本大震災）に伴う津波が病棟の1階天井まで至り、自家発電が出来ずに機能喪失に陥った[7]。当院周辺は広く浸水し、押し流された家屋などから津波火災も発生[8]。そのため、患者や職員ら452人が院内に取り残された[7]（取り残された人数については、患者・職員・避難者が合計約480人との報道もある[9]。
  - 以後3日間外部との連絡が途絶。残留者は病院内に籠城する。
  - 3月14日朝 - このままではらちが明かないと判断した外科部長が単身病院を脱出石巻市役所に徒歩で向かい、病院の現状を伝え、手術途中での患者の搬送支援を要請。市役所は県を通じて厚労省現地本部へドクターヘリを要請。駆けつけた旭川ドクターヘリにより手術途中の患者を石巻赤十字病院に搬送。
  - 旭川日赤のスタッフにより患者等が孤立したままということが報告されるが、警察・自衛隊等のヘリには全く搬送余力がないことが判明し、ドクターヘリチームによる単独での救出作戦が始まる。14日は4機、翌日は7機のドクターヘリが集結し、4キロ先の陸上競技場へ空路搬送し患者を救出。スタッフらは患者全員の脱出確認後院内に残っていた医療資材をシーツによつん院を脱出。
  - 3月14日夜 - ヘリコプターにより、孤立化した当院から患者らが救出された[7]。
  - 3月15日朝 - 職員が当院から避難[7]。
  - 4月7日 - 石巻市立病院仮診療所を石巻市役所旧第4分庁舎（旧石巻市教育委員会事務局棟）に開設[10][11][5]。従前の14科から7科に規模縮小[12]。
  - 7月20日 - 石川県の金沢一中・金沢泉丘高等学校同窓会の「東日本大震災被災地医療施設支援プロジェクトチーム」が、同県内の企業と金沢工業大学の共同で開発された発泡ポリスチレン製ドームハウス（1棟が直径7m、高さ3.2m、床面積36m2の2棟続き）を寄贈し、仮診療所敷地内に設置、眼科診療室および待合室として使用を開始した[12][13]。

- 2012年（平成24年）
  - 2月29日 - 仮診療所を閉鎖[10][5]。
  - 5月30日 - 石巻市立病院開成仮診療所を石巻市総合運動公園内に小松製作所が無償提供した建物に開設[4][5]。
  - 5月31日 - 開成仮診療所が診療開始[5][15]。
- 2013年（平成25年）9月 - 被災した旧病院が解体された（跡地は旧北上川の復旧工事のための資材置き場として使用）[9]。
- 2014年（平成26年）10月 - JR石巻駅前にて新病院が着工[7]。
- 2016年（平成28年）
  - 6月末 - 新病院の建物が竣工[7]。
  - 9月1日 - 新病院が開院[7][16]。
- 2019年（令和元年）5月31日 - 開成仮診療所が診療業務を終了[6]。